# Götz Widmann

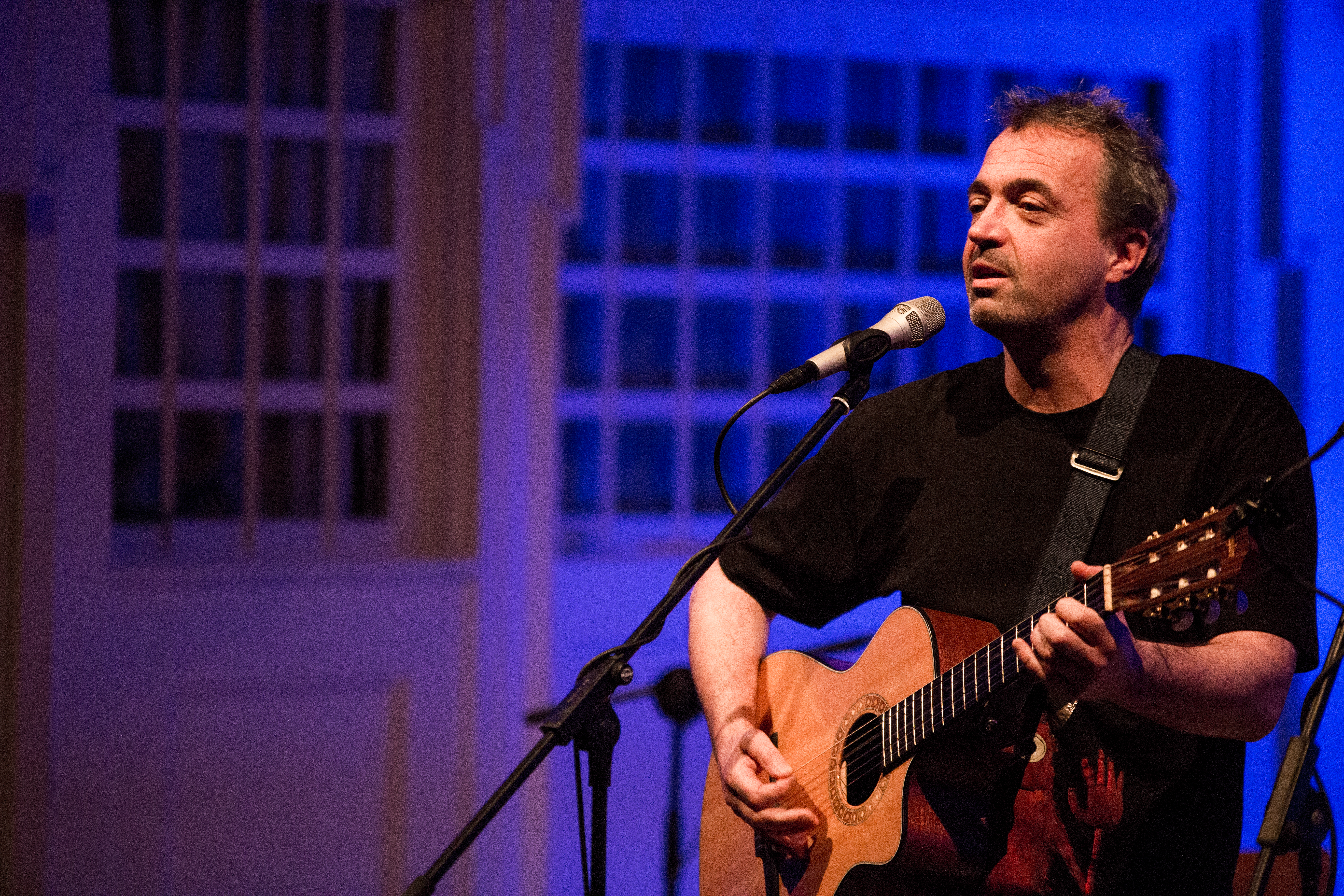
Götz Widmann während der 20-Jahre-Jubiläumstour.

Götz Widmann (* 23. November 1965 in Bad Brückenau) ist ein deutscher Liedermacher.

## Leben
Götz Widmann wuchs in Heidelberg auf und lebte von 1993 bis 2008 in Bonn, danach zeitweise in Biglen (Schweiz) und in Berlin. Nach zwei Jahren in einer Liedermacher-Landkommune in Niedersachsen zog es ihn und seine Lebensgefährtin, die Hörbuch- und Kinderbuchautorin Anke Pahlenberg, ins Rheinland zurück. Nach der Schule begann er ein Studium der Geschichte und Germanistik, doch schon nach kurzer Zeit brach er diese Richtungen ab und wechselte zu einem BWL-Studium, das er erfolgreich beendete. Ursprünglich bildete Widmann zusammen mit seinem Freund Martin „Kleinti“ Simon das Liedermacher-Duo Joint Venture (1993–2000). Dieses hob sich durch eine eher punkige, rauschaffine Attitüde von den Szenegrößen aus den 1970er-Jahren ab und hatte dadurch einen stilbildenden Einfluss auf die jüngere Liedermacher-Generation.
Am 5. Juni 2000 starb Martin Simon, was das Ende für Joint Venture bedeutete. Seit Ende desselben Jahres arbeitet Widmann als Solokünstler. Seine Lieder handeln meist von Alltagsthemen, Politik, Sexualität, Alkohol und Haschisch. Hauptsächlich begleitet Widmann seinen Gesang mit der Akustikgitarre. Zu Beginn seiner Solozeit trat Widmann als Vorprogramm bekannter Formationen wie The Busters oder J.B.O. auf. Sein 2006 veröffentlichtes Soloalbum Habt euch lieb hat er teilweise, im Gegensatz zu seinen früheren Alben, mit einer kompletten Formation eingespielt. Unterstützt wurde er dabei u. a. von Strom und Wasser, Janina, Kriss Cologne, Rüdiger Bierhorst, Vito C. und von J.B.O.; auch auf allen seinen neueren Alben arbeitete er mit Gastmusikern, tritt aber live fast immer solo auf.
2006 wurde seine erste DVD Harmlos veröffentlicht. Der Filmemacher Holger Brömel begleitete Widmann vier Jahre lang. Eine Live-DVD folgte 2013. 2024 erschien ein elfeinhalbstündiges Hörbuch über die Zeit mit Joint Venture.
Mittlerweile (Stand: Frühjahr 2025) hat Götz Widmann 20 Alben veröffentlicht. Seine Touren führen ihn regelmäßig durch Deutschland, die Schweiz und Österreich. Seine Live-Konzerte spielt er fast immer spontan ohne feste Setlist; typisch ist eine – jeden Abend andere – Mischung von alten und neuen Songs.

## Diskografie

### Mit Joint Venture
- 1995: Dinger
- 1995: Augen zu
- 1996: Unanständige Lieder (live)
- 1998: Ich brauch’ Personal
- 1999: Extremliedermaching
- 2002: Kleinti (Kompilation)
- 2024: Die ganze Geschichte (Hörbuch)

### Solo
- 2001: Götz Widmann
- 2003: Drogen (live)
- 2004: Zeit
- 2006: Habt euch lieb
- 2008: Zöllner vom Vollzug abhalten auf der A4
- 2008: böäöäöäöäöä (live)
- 2008: Eduard der Haschischhund
- 2009: Hingabe (live)
- 2010: Balladen (live, Doppel-CD)
- 2011: Ahoi
- 2013: Live (live, Doppel-CD, Dreifach-LP)
- 2013: Bärndütsch (live)
- 2014: Wanderzirkus (live)
- 2014: Krieg und Frieden
- 2017: Sittenstrolch
- 2020: Tohuwabohu
- 2024: Blütenduft

### DVDs
- 2006: harmlos (Biographie)
- 2013: Live (live)